# Saken Bibossinov
Saken Bibossinov est un boxeur kazakh né le 30 janvier 1992.

## Carrière
Sa carrière amateur est principalement marquée par une médaille de bronze remportée aux championnats du monde d'Iekaterinbourg en 2019 dans la catégorie des poids mouches.

## Palmarès

### Championnats du monde
- Médaille d'or en -52 kg en 2021 à Belgrade, Serbie
- Médaille de bronze en -52 kg en 2019 à Iekaterinbourg, Russie